# Más biografías y catálogo de obras vasco-navarras
Más biografías y catálogo de obras vasco-navarras es una obra del historiador español Nicolás de Soraluce y Zubizarreta, publicada por primera vez en 1871.

## Descripción
Firmado en San Sebastián e impreso por primera vez en Vitoria en 1871, el folleto de cuarenta y cinco páginas comienza con ocho textos biográficos y sigue después con un catálogo de escritores y de obras «vasco-navarras», para cuya confección se valió, según apunta en una nota, de la ayuda de Sotero Manteli y Pablo Ilarraga. Con cada provincia, transita por la «parte histórico-legislativa», las «obras en ó acerca del vascuence», las «obras inéditas», las «obras sobre diversos temas» y las «obras manuscritas no publicadas». Finalmente, dedica una sección a las «obras en vascuence de la parte de Francia» y concluye el folleto con «obras que indistintamente se contraen á las provincias vascongadas, así que varias de ellas á Navarra y al país vascongado francés tambien». Ángel Allende-Salazar y Muñoz de Salazar, autor de Biblioteca del bascófilo (1887), se apena de que «la Bibliografía ha tenido muy pocos cultivadores en lo que se refiere al país euskaro» y refiere este folleto de Soraluce y Zubizarreta como el único texto publicado hasta la fecha que «enumere obras referentes á las provincias de Vizcaya, Guipúzcoa, Álava y Navarra». Lamenta, eso sí, que «tiene gravísimos defectos» y asegura que acusa «una grandísima falta de exactitud en los nombres de las obras, y la omisión en la mayor de los casos del año de impresión, del lugar, del tamaño y de otra multitud de datos interesantes para los eruditos y los bibliófilos».